# Otta Hlavínová-Kostková
Otta Hlavínová-Kostková, křtěná Ottilie Bedřiška (5. listopadu 1888 Březnice – ?), byla česká malířka a restaurátorka.

## Život
Zdroje udávají chybný rok narození 1890. Její otec byl Josef Kostka, c. k. vrchní soudní rada v Kutné Hoře, matka Mathilda Kostková-Matulková z Vlašimi. Manžel Otty byl Jindřich Hlavín, akademický malíř z Vinohrad, za kterého se provdala 15. září 1917 v Bubenči.
Byla akademickou malířkou, zabývala se i uměleckým řemeslem a restaurováním obrazů. Např. na předvánočním trhu roku 1919 na výstavce Výtvarného odboru Ústředního spolku českých žen, vystavovala řezané a ciselované práce. Jako členka spolku Kruhu výtvarných umělkyň, byla 16. března 1921 zvolena do výboru spolku, ve kterém byly např. Julie Wintrová-Mezerová a předsedkyně Minka Podhajská.
V Praze XIX Bubeneč bydlela na adrese Bráfova 346.